# Силва Мартинс, Жуан Пауло
Жуа́н Па́уло Си́лва Ма́ртинс, более известный как просто Жуа́н Па́уло (порт. João Paulo Silva Martins; род. 29 июня 1995 года, Дорадус, штат Мату-Гросу-ду-Сул) — бразильский футболист, вратарь и капитан «Сантоса».

## Биография
Жуан Пауло начинал занимал футболом в школе клуба «Сете де Сетембро» из родного города Дорадус. В 2010 году провёл четыре месяца в академии «Гремио», затем играл за «Сан-Карлус» из одноимённого города в штате Сан-Паулу и любительский клуб «Итапоран», где в возрасте 16 лет дебютировал за взрослую команду. В 2011 году попал в молодёжную команду «Сантоса».
С 2013 года Жуан Пауло начал периодически попадать в заявки на матчи «Сантоса». Именно в качестве резервного вратаря, но без игр за основу, он в 2015 году формально стал финалистом Кубка Бразилии, а в 2016 году — чемпионом штата Сан-Паулу и вице-чемпионом Бразилии. Ждать дебюта в основе вратарю пришлось пять лет. 16 июля 2017 года Жуан Пауло отыграл все 90 минут гостевого матча чемпионата Бразилии против «Васко да Гамы». Игра завершилась вничью 0:0, так что Жуан Пауло в своей первой игре на взрослом уровне отыграл на ноль.
Следующий шанс проявить себя в основе Жуану Пауло представился только в 2020 году, после травмы Владимира Араужо и ухода Эверсона. Он сыграл за «рыб» в 21 матче чемпионата Бразилии, две игры в Кубке страны, а также играл в Кубке Либертадорес. Жуан Пауло был основным вратарём в 3-6 турах группового этапа, а затем уступил место в основе Джону Фуртадо из-за заражения COVID-19. Свою пятую игру в розыгрыше Жуан провёл в ответном полуфинале против «Боки Хуниорс» (3:0). Вместе с командой вратарь вышел в финал турнира.

## Титулы и достижения
- Чемпион штата Сан-Паулу (1): 2016 (не играл)
- Вице-чемпион Бразилии (2): 2016 (не играл), 2019 (не играл)
- Финалист Кубка Бразилии (1): 2015 (не играл)
- Финалист Кубка Либертадорес (1): 2020